# اغوستينيو كا
اغوستينيو كا (بالبرتغالية: Agostinho‏) (15 سبتمبر 1975 بباكوس دي فيريرا في البرتغال - ) هو لاعب كرة قدم برتغالي في مركز الوسط. شارك مع منتخب البرتغال تحت 20 سنة لكرة القدم ومنتخب البرتغال تحت 21 سنة لكرة القدم. أما مع النوادي، فقد لعب مع باريس سان جيرمان وبوليديبورتيفو إيخيذو وريال مدريد كاستيا وريال مدريد وفيتوريا دي غيماريش وموريرينسي ونادي إشبيلية ونادي ريو أفي ونادي سالامانكا ونادي لاس بالماس ونادي مالقا وF.C. Felgueiras ‏ وC.A. Valdevez ‏ ونادي بالنثيا ‏.

## وصلات خارجية
- اغوستينيو كا على موقع الاتحاد الدولي (مؤرشف)  (الإنجليزية)
- اغوستينيو كا على موقع قاعدة بيانات كرة القدم.إي يو (الإنجليزية)